# Truncatellina claustralis
Truncatellina claustralis is een slakkensoort uit de familie van de Vertiginidae. De wetenschappelijke naam van de soort is voor het eerst geldig gepubliceerd in 1856 door Gredler.